# Zmago Jelinčič Plemeniti

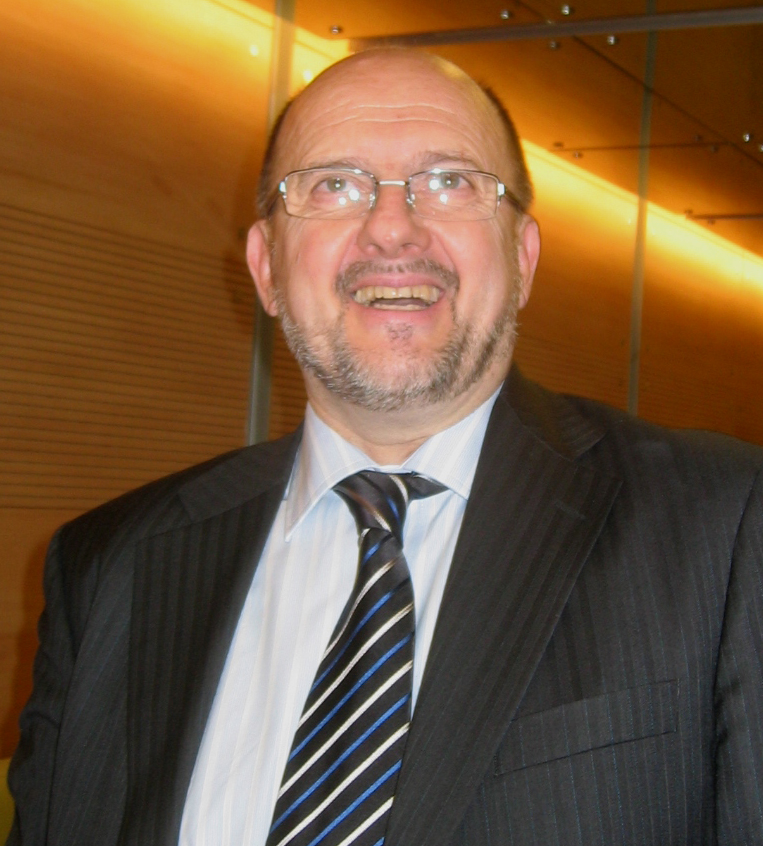
Zmago Jelenčič Plemeniti.

Zmago Jelinčič Plemeniti néhol egyszerűen Zmago Jelinčič (Maribor, 1948. január 7. –) szlovén politikus, a Szlovén Nemzeti Párt vezetője.

## Élete
Plemeniti szülővárosában végezte általános iskolai tanulmányait, majd a ljubljanai Poljane Gimnáziumban érettségizett, utána gyógyszerészetet tanult a ljubljanai egyetemen. Ezenkívül balett-táncosként is működött a Szlovén Nemzeti Színházban.
A Szlovén Nemzeti Múzeum gyűjteményéből fegyvereket tulajdonított el, emiatt öt év börtönre ítélték. Elmondása szerint szenvedélyes gyűjtő, ezért tette mindezt, s ma is gyűjt fegyverek mellett régi bankjegyeket, pénzügyi dokumentumokat, értékpapírokat és érméket. Érmegyűjtőként egy magánkiadónál hét könyvet adott ki. Kozmetika a növényektől (Kozmetika iz rastlin) címen kiadott egy természettudományos könyvet. Másik hobbija a sportrepülés, s elnöke a Szlovéniai Repülési Szövetségnek.

### Politikai tevékenysége
1989-től a politikai életbe vetette bele magát. Jugoszlávia ez időben már megindult a szétesés útján és előbb-utóbb várható volt, hogy Szlovénia is kimondja a függetlenségét. 1991. március 17-én alapította meg a Szlovén Nemzeti Pártot, majd az ország függetlenségének kimondása után (június 25.) kitört a tíznapos háború, amelyben Plemeniti is harcolt. Az általa vezetett félkatonai egység azonban már a kezdetben szembekerült a szlovén biztonsági szervekkel, ezért őrizetbe vették.
1992-ben a szlovén nemzetgyűlésbe beválasztották és nyolc országgyűlési bizottságnak volt a tagja, 1993. szeptember 17-ig a védelmi bizottság elnöke.
Pártja részéről nem ritkák erősen nacionalista, sőt olykor soviniszta kijelentések, ugyanakkor a romákkal szembeni rasszizmus és homofóbia is jellemző. Plemeniti és frakciója ellenségesen tekint a legtöbb szomszédos ország, különösen Horvátország felé, s úgy véli Magyarország sem tanúsít megfelelő bánásmódot az ottani szlovén kisebbséggel szemben. Egyes körökben a nagy népszerűsége, 2008-ban a szavazatok 5,4%-át szerezte meg.
Plemeniti nyíltan hangoztatja kommunista-ellenes nézeteit, ugyanakkor a fasizmust és a nácizmust is elveti, s pozitívan ítéli meg a Tito előtti Jugoszláviát. 2003-ban azonban nyilvánosságra került, hogy a kommunista Jugoszláviában a kommunista párt titkosszolgálatának embere volt Padalec fedőnéven. Többek feladata volt tájékozódni arról a kommunista-ellenes szlovén emigrációról, amely a háború után Nagy-Britanniába menekült. Plemeniti ezt nem tagadja, sőt tréfásan meg is jegyezte, hogy olyan munkát végzett, amely messze felülmúlja a James Bond-filmekben látható akciót. Egy-egy meggondolatlan, vagy hihetetlennek tünő kijelentésénél Plemeneti enyhén ittas állapotban is volt.
1999-ben a parlament módosította az alkotmány 86-os számú szakaszát, amely korábban arról rendelkezett, hogy külföldiek nem vásárolhatnak ingatlant az országban. A módosítást minden párt támogatta, egyedül csak Plemeniti szavazott ellene.

### Plemeniti magyarokhoz fűződő viszonya
2009. augusztus 25-én javasolta a szlovén parlamentben, hogy szüntessék meg az olasz és magyar kisebbség képviseletét. Egyebek között szerinte a nemzetiségi politikusok kijelentéseikkel rontják az ország nemzetközi megítélését és a Muravidéken a kétnyelvű magyar-szlovén oktatás is ellentéteket kelt a szlovéneket között, mivel szembekerülnének a magyarul beszélő szlovén tanárokkal.
Plemeniti újabb horvátellenességének adott hangot 2010 augusztusában, amikor Borut Pahor az egyik dalmát szigeten (mely korábban Jugoszlávia első emberének Josip B. Titónak volt az egyik birtoka) nyaralt, s ahol találkozott más országok vezetőivel, többek között a horvát, az orosz, a szlovák és szerb államfőkkel. Plemeniti úgy fogalmazott, hogy Pahor egy horvát-szlovén egységben akarja tán feléleszteni Jugoszláviát, s elhorvátosodás fenyegetné a szlovénokat. Továbbá azt is hozzátette, hogy Olaszország, Ausztria és Magyarország érdekében ugyanúgy áll, hogy Szlovénia megszűnjék.
Noha pártja katolikus-ellenes, 2010-ben maga is tiltakozott az ellen, hogy a magyarországi szlovénektől a Szombathelyi Egyházmegye elhelyezze az egyetlen szlovén nemzetiségű lelkészüket Merkli Ferencet, akinek nagy szerepet tulajdonított a szlovén kisebbségért tett küzdelemben.
Plemeniti Magyarországgal szembeni ellenérzéseit hangoztatja, állítása szerint a magyar néppel nincs problémája. 2012-ben Mariborban egy Carmina Burana előadáson közvetlen és jó hangulatú beszélgetést is folytatott Szent-Iványi Istvánnal, a szlovéniai magyar nagykövettel.

## Külső hivatkozás
- Zmago Jelinčič Plemeniti az SNS honlapján
- http://www.jakabffy.ro/magyarkisebbseg/index.php?action=cimek&cikk=m990121.htm Stipkovits Ferenc: A szlovén külpolitika aktuális jellemzőiről